# 新明斯特車站
新明斯特車站（德語：Bahnhof Neumünster）是德國什勒斯維希-霍爾斯坦邦新明斯特的主要鐵路車站。車站等級為二等站。
車站於1844年啟用，原車站大樓於1974年拆除，取而代之的是一座現代建築。自2009年以來，車站進行了一些現代化改造。